# Csehszlovák vasúti járművek listája
Ez a lista Csehszlovákia vasúti vontatójárműveit sorolja fel.

## Gőzmozdonyok

### Két hajtott tengellyel
- 200.0
- ČSD 200.1
- MÁV 20 sorozat
- KsOd V
- 210.0(2)
- 214.0
- 220.0
- 220.1
- 221.0
- 222.0
- 232.0
- 232.1
- 232.2
- 232.3
- 233.0
- 233.1
- 244.0
- 253.0
- 253.1
- 253.2
- 253.3
- 254.0
- 254.1
- 254.2
- 254.3
- 254.4
- 264.0
- 264.1
- 264.2
- 264.3
- 264.4
- 264.5
- 264.6
- 265.0
- 274.0
- 275.0

### Három hajtott tengellyel
- 300.0
- 300.1
- 300.2
- 300.3
- 300.4
- 300.5
- 300.6
- 302.0
- 302.1
- 304.0
- 304.1
- 310.0
- 310.1
- 310.2
- 310.3
- 310.4
- 310.5
- 310.6
- 310.7
- 310.8
- 310.9
- 311.0
- 311.1
- 311.2
- 311.3
- 311.4
- 311.5
- 311.5II
- 311.6
- 312.0
- 312.1
- 312.2
- 312.3
- 312.4
- 312.5
- 312.6
- 312.7
- 312.8
- 312.8II
- 312.9
- 313.0
- 313.1
- 313.2
- 313.3
- 313.4
- 313.5
- 313.6
- 313.7
- 314.0
- 314.1
- 314.2
- 314.3
- 320.0
- 320.1
- 320.2
- 321.0
- 321.1
- 322.0
- 322.1
- 322.2
- 322.3
- 322.4
- 323.0
- 323.1
- 323.2
- 323.3
- 324.0
- 324.1
- 324.2
- 324.3
- 324.4
- 331.0
- 333.0
- 333.1
- 334.0
- 334.1
- 334.2
- 334.3
- 334.4
- 334.5
- 334.6
- 335.0
- 335.1
- 335.2
- 342.0
- 344.0
- 344.1
- 344.2
- 344.3
- 344.4
- 344.5
- 344.6
- 344.7
- 353.0
- 353.1
- 354.0
- 354.1
- 354.2
- 354.2II
- 354.3
- 354.4
- 354.5
- 354.6
- 354.65
- 354.7
- 354.8
- 354.9
- 355.0
- 358.0
- 363.0
- 364.0
- 364.1
- 364.2
- 365.0
- 365.1
- 365.2
- 365.3
- 365.4
- 365.5
- 374.0
- 375.0
- 375.1
- 377.0
- 386.0
- 387.0
- 399.0

### Négy hajtott tengellyel
- 400.0
- 400.1
- 400.2
- 400.9
- 401.0
- 401.1
- 402.0
- 402.1
- 402.2
- 403.0
- 403.1
- 403.2
- 403.3
- 403.4
- 403.5
- 404.0
- 410.0
- 410.1
- 411.0
- 411.1
- 411.2
- 411.2II
- 413.0
- 413.1
- 413.2
- 413.3
- 414.0
- 414.1
- 414.2
- 414.3
- 414.4
- 414.5
- 415.0
- 415.1
- 421.0
- 422.0
- 422.1
- 422.9
- 423.0
- 423.1
- 423.0171
- 424.0
- 424.1
- 425.0
- 427.0
- 431.0
- 433.0
- 434.0
- 434.1
- 434.2
- 436.0
- 437.0
- 437.1
- 437.2
- 447.0
- 455.0
- 455.1
- 455.2
- 456.0
- 456.1
- 459.0
- 464.0
- 464.1
- 464.2
- 465.0
- 475.0
- 475.1
- 476.0
- 477.0
- 486.0
- 486.1
- 488.0
- 498.0
- 498.1

### Öt vagy hat hajtott tengellyel
- 514.0
- 514.9
- 523.0
- 523.1
- 524.0
- 524.1
- 524.2
- 524.3
- 525.0
- 534.0
- 534.03
- 534.1
- 535.0
- 535.1
- 536.0
- 537.0
- 537.1
- 555.0
- 555.1
- 555.2
- 556.0
- 556.1
- 559.0
- 622.0
- 623.0
- 636.0

## Dízelmozdonyok
- T 211.0
- T 211.1
- T 212.0
- T 212.1
- T 234.0
- T 435.0
- T 457.0
- T 457.1
- T 458.1
- T 466.0
- T 466.2
- T 466.3
- T 478.1
- T 478.2
- T 478.3
- T 478.4
- T 499.0
- T 669.0
- T 669.1
- T 678.0
- T 679.0
- T 679.1
- T 679.2
- T 679.5
- T 304.0
- T 334.0
- T 444.0
- T 444.1
- T 426.0
- T 448.0

## Villamosmozdonyok

### ≤1,5 kV egyenfeszültségre
- E 200.0
- E 203.0
- E 222.0
- E 225.0
- E 400.0
- E 407.0
- E 410.0
- E 411.0
- E 416.0
- E 417.0
- E 422.0
- E 423.0
- E 424
- E 426.0
- E 436.0
- E 465.0
- E 466.0
- E 466.1
- E 467.0

### 3 kV egyenfeszültségre
- E 457.0
- E 458.0
- E 458.1
- E 469.0
- E 469.1
- E 469.2
- E 469.3
- ČSD E 469.3030 sorozat
- E 469.5
- E 479.0
- E 479.1
- E 499.0
- E 499.1
- ČSD E 499.2
- ČSD E 499.3
- ČSD E 499.5
- E 669.0
- E 669.1
- E 669.2
- E 669.3
- E 698.0

### 25 kV 50 Hz feszültségre
- S 458.0
- S 479.1
- S 489.0
- S 499.0
- S 499.02
- S 499.2
- S 699.0

### Többáramnemű
- ES 499.0
- ES 499.1
- 371
- 372

## Belső égésű motorosmotorkocsik és motorvonatok
- M 120.0
- M 120.1
- M 120.2
- M 120.3
- M 120.4
- M 122.0
- M 130.1
- M 130.2
- M 131.1
- M 133.0
- M 140.3
- M 151.0
- M 152.0
- M 220.3
- M 222.0
- M 234.0
- M 240.0
- M 242.0
- M 251.2
- M 260.0
- M 262.0
- M 273.0
- M 274.0
- M 275.0
- M 284.1
- M 286.0
- M 290.0
- M 295.0
- M 296.0
- M 296.1
- M 296.2
- M 297.0
- M 298.0
- M 475.0
- M 494.0
- M 495.0
- M 498.0

## Villamosmotorvonatok
- M 200.0
- M 201.0
- EM 400.0
- EM 475.1
- EM 475.2
- EM 488.0
- 470
- SM 488.0

## Keskenynyomközű járművek
- U 25.0
- U 29.0
- U 34.0
- U 35.0
- U 35.1
- U 35.2
- U 35.3
- U 36.0
- U 37.0
- U 38.0
- U 44.0
- U 44.1
- U 45.0
- U 47.0
- U 48.0
- U 58.0
- U 99.5
- T 29.0
- T 29.1
- T 36.0
- T 47.0
- TU 46.0
- M 11.0
- M 21.0
- EM 29.0
- EM 46.0
- EM 46.1
- EM 49.0
- EM 89.0